# Stazione meteorologica di Spoleto
La stazione meteorologica di Spoleto è la stazione meteorologica di riferimento per la città di Spoleto.

## Coordinate geografiche
La stazione meteorologica si trova nell'area climatica dell'Italia Centrale, nell'Umbria, in provincia di Perugia, nel comune di Spoleto, a 317 metri s.l.m. e alle coordinate geografiche 42°44′N 12°40′E.

## Dati climatologici
In base alla media trentennale di riferimento 1961-1990, la temperatura media del mese più freddo, gennaio, si attesta a +3,1 °C; quella del mese più caldo, agosto, è di +22,3 °C.
| Spoleto (1961-1990)                                  | Mesi | Mesi | Mesi  | Mesi  | Mesi  | Mesi  | Mesi  | Mesi  | Mesi  | Mesi  | Mesi | Mesi | Stagioni | Stagioni | Stagioni | Stagioni | Anno   |
| Spoleto (1961-1990)                                  | Gen  | Feb  | Mar   | Apr   | Mag   | Giu   | Lug   | Ago   | Set   | Ott   | Nov  | Dic  | Inv      | Pri      | Est      | Aut      | Anno   |
| ---------------------------------------------------- | ---- | ---- | ----- | ----- | ----- | ----- | ----- | ----- | ----- | ----- | ---- | ---- | -------- | -------- | -------- | -------- | ------ |
| T. max. media (°C)                                   | 7,2  | 9,4  | 12,7  | 16,6  | 21,5  | 25,8  | 29,3  | 29,5  | 25,1  | 19,1  | 13,0 | 8,5  | 8,4      | 16,9     | 28,2     | 19,1     | 18,1   |
| T. media (°C)                                        | 3,1  | 4,8  | 7,5   | 11,1  | 15,2  | 19,2  | 22,0  | 22,3  | 18,8  | 13,7  | 8,9  | 4,5  | 4,1      | 11,3     | 21,2     | 13,8     | 12,6   |
| T. min. media (°C)                                   | −0,9 | 0,1  | 2,4   | 5,5   | 9,0   | 12,6  | 14,8  | 15,1  | 12,5  | 8,3   | 4,8  | 0,5  | −0,1     | 5,6      | 14,2     | 8,5      | 7,1    |
| Radiazione solare globale media (centesimi di MJ/m²) | 660  | 930  | 1 370 | 1 720 | 2 130 | 2 300 | 2 320 | 2 000 | 1 530 | 1 090 | 710  | 540  | 2 130    | 5 220    | 6 620    | 3 330    | 17 300 |